# Bitwa pod Cynwit
Bitwa pod Cynwit – starcie zbrojne, które miało miejsce w roku 878 między Duńczykami a Anglosasami podległymi królowi Alfredowi, zakończone zdecydowanym zwycięstwem tych ostatnich.
Pod koniec lat 870. Alfred miał stosunkowo bezpieczną bazę w Athenley, ale narażoną na najazdy od strony Kanału Bristolskiego, w którym mogły operować floty duńskie, wysadzając desanty. W 877 taka flota, licząca 23 okręty z około 1200 wojownikami pod wodzą Ubbe Ragnarssona, wyruszyła z Walii przeciw wybrzeżom Devonu. Najprawdopodobniej Ubbe planował następnie popłynąć w górę rzeki Parrett, by zagrozić terenom zajmowanym przez Alfreda.
Zimą 878 Ubbe wylądował na wybrzeżu devońskim. Ruchy jego floty zostały najprawdopodobniej spostrzeżone przez Anglosasów i 
ealdorman Odda zebrał lokalne siły. Wobec duńskiej przewagi schroniły się one w starym forcie z czasów epoki żelaza, słabo umocnionym i bez zapasów żywności i wody, lecz naturalnie obronnym: jedyne łatwe podejście znajdowało się od wschodu. Miejsce nie jest jednoznacznie określone: mogło to być wzgórze Wind Hill koło Countisbury (między nadmorskimi klifami a wąską doliną rzeki East Lyn); inną możliwością jest Cannington Camp koło Cannington, w Somerset.
Ubbe, nie chcąc ryzykować pozostawienia silnego garnizonu na swoich tyłach ani frontalnego ataku wąskim podejściem, obległ Anglosasów na wzgórzu, mając nadzieję, że poddadzą się oni, gdy tylko skończą się im zapasy wody. Nie mając innego wyboru Anglosasi pierwsi zdecydowali się zaatakować przeciwnika. Atak, który nastąpił wczesnym świtem całkowicie zaskoczył Duńczyków, którzy zostali pokonani, a ich wódz zabity. Straty Duńczyków były bardzo duże i wyniosły 800–1200 zabitych.
Skąpe opisy zawarte w różnych wersja Kroniki anglosaskiej nie pozwalają jednoznacznie określić ani miejsca bitwy ani pochówku Ubby (miał być pogrzebany pod wielkim kopcem zwanym Ubbelawe, w Devonshire). Późniejsze manuskrypty dodają informację o zdobyciu duńskiego sztandaru wojennego w postaci czarnego kruka (Hrfern). Niewątpliwie jednak zwycięstwo pod Cynwit zabezpieczyło tyły pozycji Alfreda i mógł on podjąć działania przeciw Guthrumowi, co doprowadziło do jego zwycięstwa pod Ethandun.